# Buttelstedt
Buttelstedt (früher auch Botelstete und Buttelstädt) ist ein Ortsteil der Landgemeinde Am Ettersberg im Norden des Landkreises Weimarer Land. Durch Buttelstedt fließt die Scherkonde. Die durch den Ort führende Hauptstraße ist die B 85.

## Geschichte

### 9. bis 14. Jahrhundert
Zu Beginn des 9. Jahrhunderts wird Buttelstedt in einem Verzeichnis der Güter des vom Erzbischof Lullus († 786) von Mainz erbauten Klosters Hersfeld als Botalastat urkundlich erwähnt. „1052 überließ Kaiser Heinrich III. dem Bistum Naumburg Hoheitsrechte in Buttelstedt, die durch Weiterverleihung im 14. Jahrhundert an die Landgrafen von Thüringen aus dem Haus Wettin übergingen.“ Es besaß einen der vier Dingstühle der Landgrafschaft, war somit eine Gerichtsstätte des thüringischen Adels und wurde in dieser Funktion 1119 erstmals als Maspe (d. h. Espe) erwähnt.
In Buttelstedt kreuzten zwei wichtige Verkehrswege von Süd nach Nord und West nach Ost. Die letztgenannte Verbindung war die Via Regia. Eine Burg sicherte in Buttelstedt die Kreuzung in der Altstadt. Sie war lange Zeit den Thüringer Landgrafen unterstellt. Von dieser Veste sind keine Spuren übrig geblieben. Die Via Regia wurde damals im Nachbarort Weiden auch von einer Burgstelle auf dem Bergrücken der jetzigen Cyriakskirche geschützt. Heute ist dem Wall noch der Graben vorgelagert und der Kirchturm und das Mauerwerk besitzen auch noch Schlitzscharten. Die Kirche ist demnach der Folgebau der einstigen Befestigungsanlage.

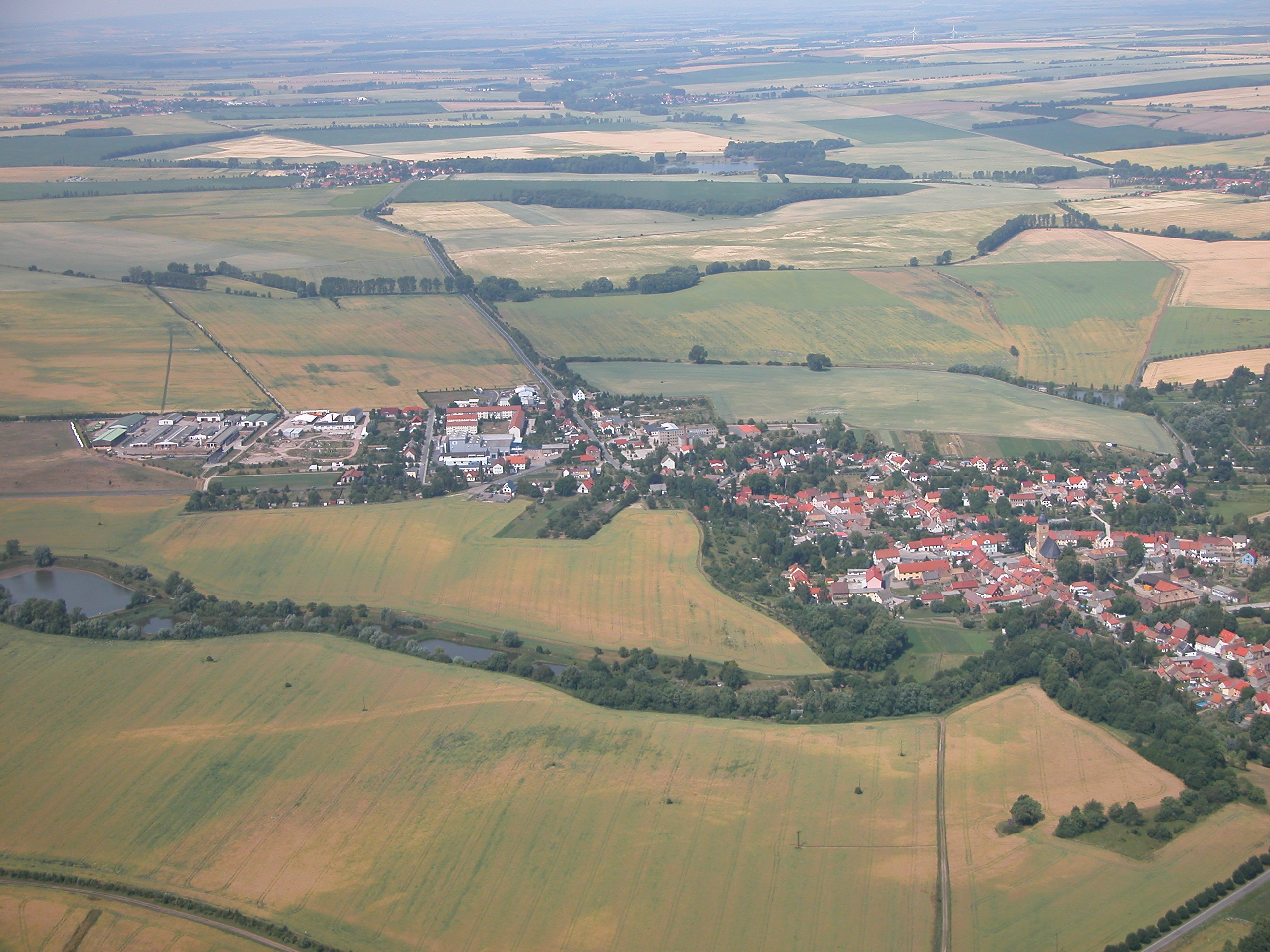
Luftbild

### 14. bis 16. Jahrhundert
Im 14. Jahrhundert war Buttelstedt bereits Sitz einer landgräflichen Vogtei, welche 1374 an Berthold Vitzthum versetzt wurde. In der Folgezeit bildete der Ort häufig ein Pfandobjekt für die Schulden der Landesherren. Nach 1374 wurde Buttelstedt an Georg von Heitingsburg (Hetschburg) verpfändet. Nach dessen Einlösung wurden „Schloss und Stadt mit allen Dörfern, Renten, Zinsen und Gerichten“ durch Landgraf Friedrich den Friedfertigen im Jahr 1434 an Leutolf, Hans und Dietrich von Gottfahrt versetzt.
Im Jahr 1454 verlieh Herzog Wilhelm III. von Weimar dem Ort Buttelstedt das gleiche Stadt- und Bürgerrecht, welches Weißensee bereits von seinen Vorgängern bekommen hatte. 1458 verlehnte Herzog Wilhelm die Stadt mit dem Gerichtsbezirk an Hans von Meusebach zu Schwerstedt, der sie von den Herren von Gottfahrt für 300 Mark Silber erworben hatte. 1489 erneuerten der ernestinische Kurfürst Friedrich der Weise und sein Bruder Johann der Beständige diese wiederkäufliche Verschreibung über Schloss, Stadt und Amt Buttelstedt an den Sohn von Hans von Meusebach. Aus dem Amtsbezirk wurden jedoch die Dörfer Großmölsen, Niederreißen, Groß- und Kleinobringen abgetreten. Das übrige Amt mit den Dörfern Krautheim, Schwerstedt, Weiden und Oberndorf (1641 verwüstet) kam unter Vorbehalt des Wiederkaufsrechts in den Besitz von Meusebachs.
Im Jahre 1544 löste Kurfürst Johann Friedrich der Großmütige das Amt Buttelstedt von Albrecht von Meusebach wieder ein. Dies geschah jedoch in der Weise, dass er ihm für Schuldsumme einige Güter, Zinsen und Gerichte in den zur Pflege Schwerstedt gehörenden Dörfern Krautheim, Weiden und Schwerstedt überließ. Somit verblieb ehemaligen Amt Buttelstedt nur noch die Stadt selbst in landesherrschaftlichen Besitz. Durch Verlegung des Amtssitzes der Vogtei Brembach nach Buttelstedt wurde die Stadt nun Sitz der „Vogtei Brembach zu Buttelstedt“, sie stand jedoch weiterhin unter der Gerichtsbarkeit des Amts Weimar. Zur Vogtei Buttelstedt gehörten zu dieser Zeit die Orte Rastenberg, Olbersleben, Großbrembach, Kleinbrembach, Vogelsberg, Sprötau, Vippachedelhausen, Niederreißen, Rohrbach und Nermsdorf.

### 16. bis erste Hälfte des 19. Jahrhunderts
Nach der Wittenberger Kapitulation 1547 blieb die Stadt Buttelstedt mit der „Vogtei Brembach zu Buttelstedt“ im Besitz der Ernestiner. Sie kam bei der Erfurter Teilung 1572 zum Herzogtum Sachsen-Weimar. Nach 1617 erwarb der Kanzler von Goechhausen in Weimar einen Teil des Gottfahrt’schen Besitzes in Buttelstedt, 1650 erfolgte die Verleihung der Gerichtsbarkeit über die Stadt, welche bis zur Aufhebung der Patrimonialgerichte 1850 bei dem Rittergut verblieb. Nach dem Tod des Herzogs Wilhelm IV. von Sachsen-Weimar wurde 1662 die Vogtei Brembach geteilt. Dabei verblieb der Großteil der Vogtei Brembach mit den Orten Buttelstedt, Großbrembach, Rastenberg, Olbersleben, Niederreißen, Rohrbach und Nermsdorf bei Herzog Johann Ernst II. von Sachsen-Weimar. Buttelstedt wurde 1735 mit der Vogtei Brembach dem Amt Hardisleben angegliedert, welches ab 1741 zum Herzogtum Sachsen-Weimar-Eisenach gehörte. Nach der Erhebung von Sachsen-Weimar-Eisenach zum Großherzogtum kam Buttelstedt im Jahr 1817 zum neu gebildeten Amt Buttstädt, welches 1850 im Verwaltungsbezirk Apolda aufging.

### Zweite Hälfte des 19. Jahrhunderts bis zur Gegenwart
Vom 26. Juni 1887 bis zum 11. April 1946  hatte die Stadt einen Bahnanschluss nach Weimar, Rastenberg und Großrudestedt. Die Weimar-Rastenberger Eisenbahn-Gesellschaft war Betreiber dieser Sekundärbahn mit Meterspurweite. 1898 übernahm der Berliner Bahnunternehmer Herrmann Bachstein die unwirtschaftliche Bahn, legte unrentable Strecken still und betrieb die im Volksmund „Laura“ bezeichnete Bahn bis 1946 weiter, ab 1923 unter dem Namen Weimar-Buttelstedt-Großrudestedter Eisenbahn. 1946 wurde die Bahn als reparationswürdig eingestuft und stillgelegt. Vor dem Ersten Weltkrieg wurde eine Ziegelei gebaut, die bis in die 1950er Jahre existierte. Der dafür benötigte Ton wurde nahe Haindorf aus Lehmgruben gewonnen und mit einer Seilbahn zur Ziegelei transportiert.
Am 1. Januar 2019 wurde die Stadt Buttelstedt mit weiteren Gemeinden der Verwaltungsgemeinschaft Nordkreis Weimar zur Landgemeinde Am Ettersberg zusammengeschlossen. Zur Stadt Buttelstedt gehörten die Ortsteile Daasdorf, Nermsdorf und Weiden.

### Ortspartnerschaften
Buttelstedt unterhält seit 1990 partnerschaftliche Beziehungen zur Stadt Volkmarsen im nordhessischen Landkreis Waldeck-Frankenberg. In Buttelstedt trägt der Platz vor der Schule den offiziellen Straßennamen Volkmarser Platz und in Volkmarsen wurde der Bahnhofsvorplatz offiziell umbenannt in Buttelstedter Platz.

## Schulen
In Buttelstedt gibt es die Grundschule Gustav Steinacker, die Staatliche Regelschule Am Lindenkreis und das Lyonel-Feininger-Gymnasium. An den Buttelstedter Schulen werden 650 Kinder aus den zwölf umliegenden Gemeinden unterrichtet.

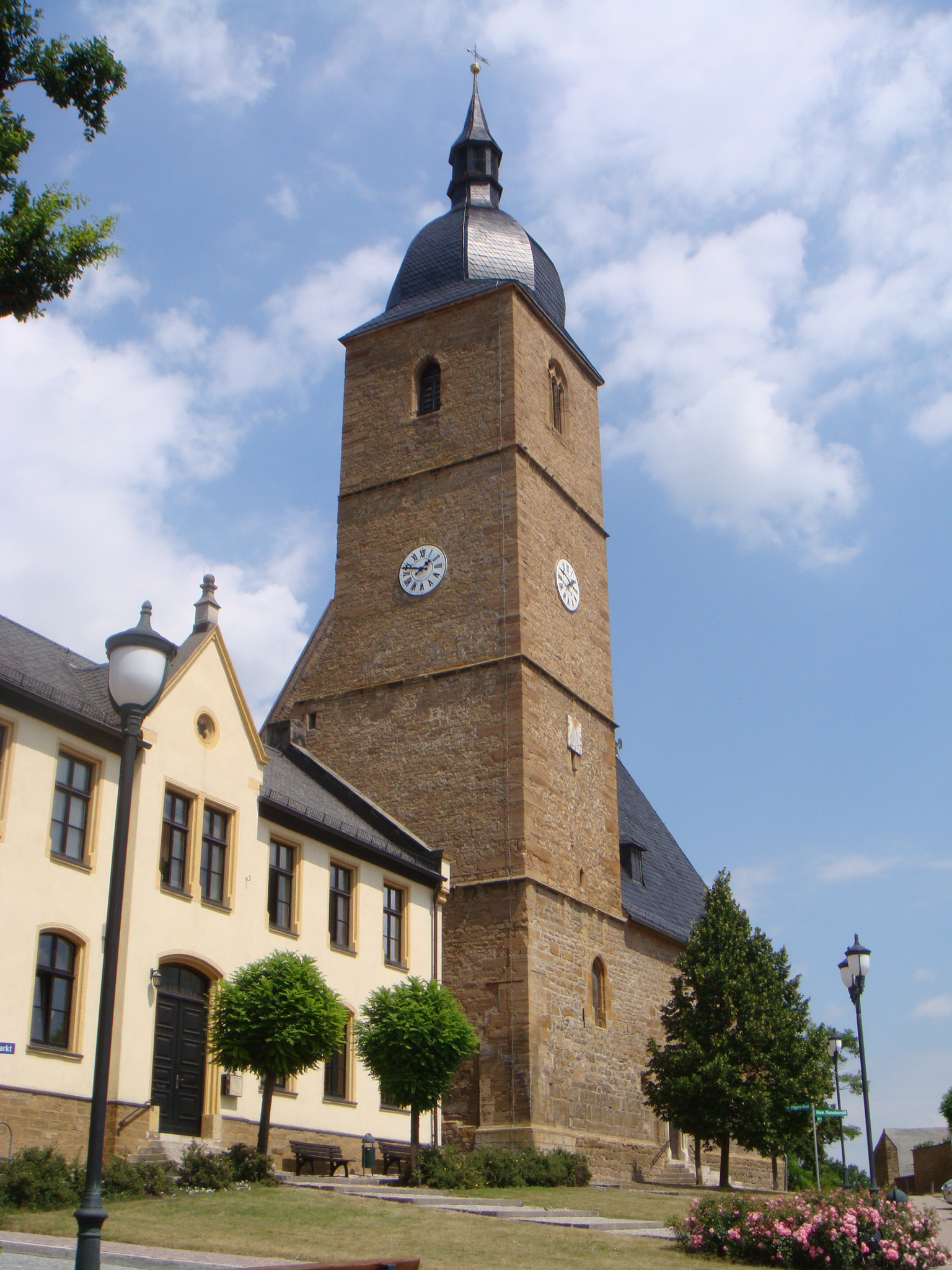
Ev. Stadtkirche St. Nikolaus und Stephanus

## Stadtwappen von Buttelstedt
Auf Wappen und Siegel von Buttelstedt war ursprünglich der heilige Nikolaus dargestellt, der als Märtyrer und Heiliger seit dem 5. Jahrhundert in der katholischen Christenheit als Schutzheiliger angerufen wurde. So ist seine Verehrung auch in Buttelstedt eingeführt und die Stadtkirche ihm und zugleich auch dem heiligen Stephanus geweiht worden. Später ist bei der Darstellung des Schutzheiligen eine Änderung eingetreten. Unter dem Schutz dieses Heiligen stellte sich auch die Gemeinde Buttelstedt, indem sie das alte Wappen und Siegel abänderte. In der bildlichen Darstellung des Laurentius unterlief allerdings ein Irrtum, denn er war nicht Bischof, sondern Diakon, man hätte Bischofsmütze und Stab weglassen sollen. Zudem umfasst das Wappen den Bunten Löwen.

## Menhir Wetzestein oder Langer Stein
Vor dem Stadtrand von Buttelstedt rechts der B 85 aus Richtung Kölleda steht ein besonderes Kulturdenkmal, der Menhir. Im Volksmund und in älteren Schilderungen wird er auch Langer Stein oder Wetzstein genannt. Sagen und Histörchen sind um ihn entstanden. Dieser senkrecht stehende, 2,80 Meter hohe, vierkantige, in einer stumpfen Spitze auslaufende, für sein Alter nur geringfügig verwitterte Muschelkalkstein, ist der schönste Menhir Thüringens und schätzungsweise 5000 Jahre alt. Lange Zeit war unklar, ob es sich um eine Grenz- oder Wegemarke oder um einen Kultstein gehandelt haben könnte. Heute weiß man, dass es sich um einen Totenstein handelt. Ein Menhir wurde an das Kopfende eines Hünengrabes als Seelenthron gesetzt, denn man glaubte, die Seele des Verstorbenen verließ aus verschiedenen Anlässen ihr Grab, um auf dem hohen Stein Platz zu nehmen. Die bekannteste Sage vom Buttelstedter Menhir lautet: Zwei Riesen mähten vor Zeiten gleichzeitig Gras auf ihrem Gebiet. Da rief der Riese vom Ettersberg dem von der Finne zu: „Meine Sense ist stumpf geworden, wirf mir doch einmal deinen Wetzstein herüber“. Sogleich erfüllte der so Angerufene diesen Wunsch und warf den Stein seinem Nachbarn zu, hatte jedoch nicht mehr die Kraft, diesen Stein bis zum Ettersberg zu schleudern. Bereits bei Buttelstedt fiel der Stein zu Boden. Als Bodendenkmal steht er heute unter gesetzlichem Schutz.

## Personen

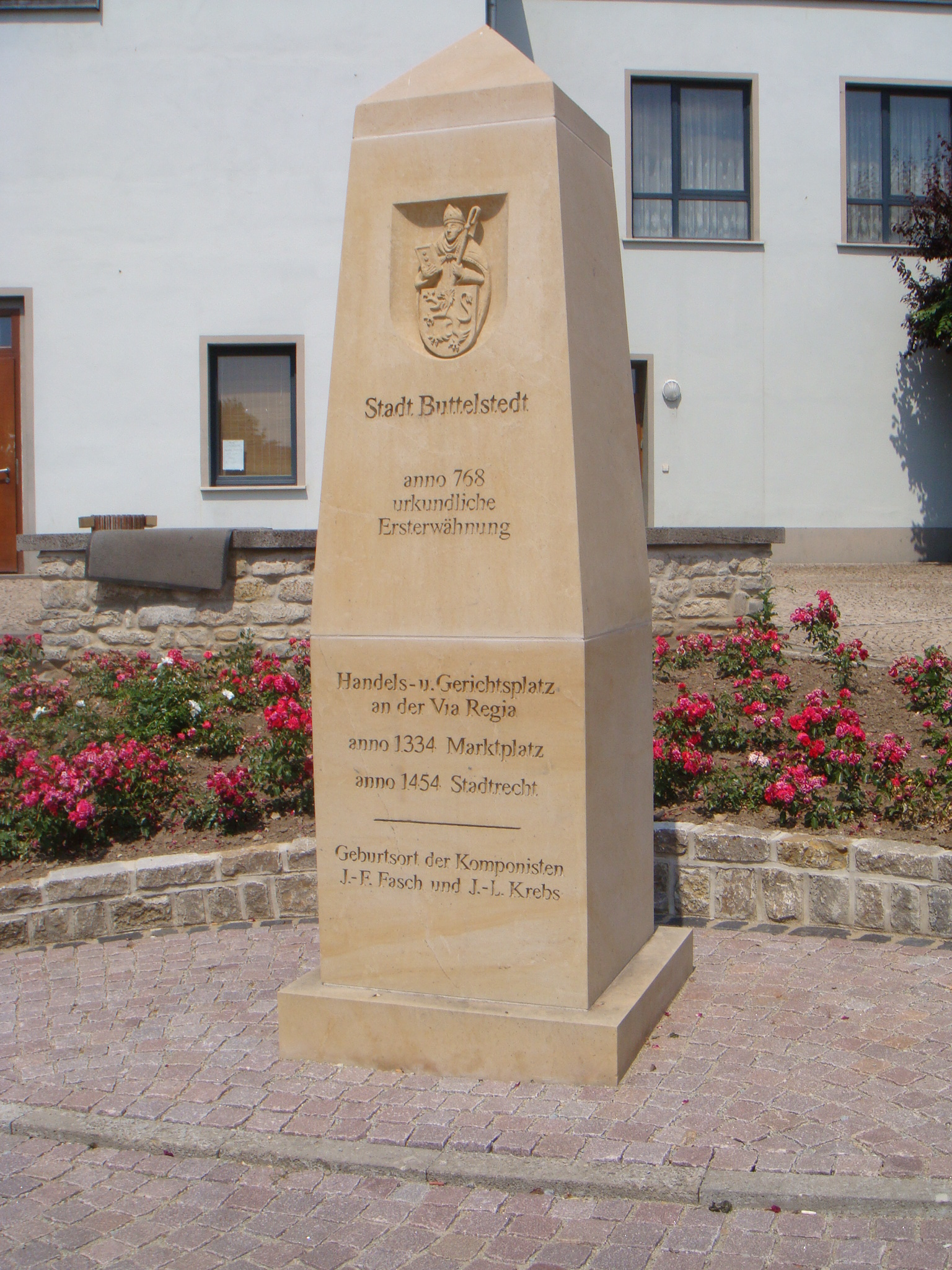
Gedenkstein der Stadtgeschichte

### Söhne und Töchter des Ortes
- Johann Friedrich Fasch (1688–1758), Barockmusiker und Komponist
- Johann Ludwig Krebs (1713–1780), Komponist
- August Wilhelm Hupel (1737–1819), Pastor und Literat
- Ernst Friedrich Köhler (1788–1851), Hofprediger und Generalsuperintendent in Weimar
- Karl Stark (1836–1897), Psychiater
- Otto Stoeckel (1873–1958), Schauspieler
- Max Hasse (1859–1935), Musikwissenschaftler und Herausgeber
- Walter Beinzger (1889–nach 1937), Sonderbeauftragter für Versicherungswesen

### Personen, die mit dem Ort in Verbindung stehen
- Gustav II. Adolf, schwedischer König, weilte am 29. Oktober 1632 im Ort.
- König Friedrich II. (der Große) (1712–1786), weilte vom 28. September bis 2. Oktober 1757 im Ort.